# One More City
One More City (в переводе с англ. — «Ещё один город») — пятый студийный альбом белорусского музыкального проекта ЛСП, вышедший 18 сентября 2020 года. Является продолжением линейки City, в которую также входят альбомы Magic City и Tragic City.

## Предпосылки
Впервые альбом был упомянут в Instagram-трансляции ЛСП в феврале 2020 года; тогда он был назван как Love City, а его выпуск был намечен на 2020 год.
Первый сингл с альбома «Золотой мальчик» вышел 28 марта 2019 года, на следующий день состоялся выход клипа. Второй сингл «Амнезия» был записан совместно с Pharaoh и вышел 19 декабря 2019 года.
15 мая 2020 года в своём Instagram-аккаунте ЛСП сообщил о переносе концертного тура в связи с пандемией COVID-19 на конец 2020 года, а также заявил, что теперь в нём будет презентован новый альбом.
Третий сингл «10 негритят» вместе с клипом вышел 28 августа 2020 года; в описании видео была указана дата — 11 сентября.
11 сентября 2020 года ЛСП выпустил рэп-мюзикл «Свиное рыло», который оценили не все слушатели и стали строить предположения, что выйдет ещё один, «настоящий» альбом; одновременно с этим на сайте Genius появилась страница, посвящённая альбому One More City, с обложкой и списком композиций, основанная на утечках информации. 15 сентября у ЛСП выходит песня «Звёздная карта»; в названии песни, премьера которой состоялась «ВКонтакте», значится номер 0, что подразумевает переход от Tragic City к One More City.

## Релиз и продвижение
Выход альбома состоялся 18 сентября 2020 года. На One More City вошло 15 песен, среди которых одна совместная — «Амнезия» с Pharaoh — и трибьют Роме Англичанину «Вспоминай». Сайт The Flow отметил, что это первый на их памяти случай, когда после того, как разочарованные новым релизом слушатели выстраивают предположения о другом, «настоящем» альбоме, который должен последовать за «обманкой», — такой альбом действительно выходит.
В поддержку альбома в день его выхода было выпущено музыкальное видео «Мамонтёнок».

## Приём критиков
Обозревая альбом One More City для сайта The Flow, Лёша Горбаш написал о нём следующее:
Альбом образует единую историю, а финал каждой второй песни плавно перетекает в начало следующей (если в конце первой он стоит на пороге стрип-клуба, то действие следующей там и развернется, а по пути с тусовки домой он встретит “девчонку в летнем платье” — но историю про нее мы услышим лишь в треке под номером четыре). Работа проделана колоссальная — что на уровне конструирования отдельных куплетов (см. “Парный дурак”, где перечисление карт по старшинству вкодировано в саму структуру куплета), так и на сценарно-режиссерском.
Артём Макарский с сайта «Афиша Daily», обращая внимание на тот факт, что ЛСП по образованию лингвист, написал, что «он отлично вставляет в тексты словечки, сбивающие пафос предыдущих слов. Огрубляя тексты не вписывающимися в стандартную поп-музыку словами, он позволяет себе остаться на перепутье между хип-хопом и попом». Также он похвалил умение Савченко дать уже выпущенным песням новое значение в контексте цельной истории альбома, говоря о синглах и третьей итерации песни «Именно такой»; в качестве прошлых примеров он приводит «Пусть говорят» и «Плевок в вечность» с альбомов Magic и Tragic City соответственно.

## Список композиций
| №                   | Название                    | Автор(ы)              | Продюсер(ы)                                                                                      | Длительность |
| ------------------- | --------------------------- | --------------------- | ------------------------------------------------------------------------------------------------ | ------------ |
| 1.                  | «Золотой мальчик»           | Олег Савченко         | Tune Crashers Карандаш Антон Кульпинов Леон Суходольский Антон Докучаев Пётр Клюев Олег Савченко | 3:39         |
| 2.                  | «Поп-звезда»                | Савченко              | Виталий Телезин Евгений Кобзарук Дмитрий Леонов Савченко                                         | 2:57         |
| 3.                  | «Мамонтёнок»                | Савченко              | Saluki Савченко                                                                                  | 3:35         |
| 4.                  | «Девочка-пришелец»          | Савченко              | Евгений Филатов Савченко                                                                         | 3:04         |
| 5.                  | «Парный дурак»              | Савченко              | Рома Англичанин Телезин Кобзарук Леонов Савченко                                                 | 2:49         |
| 6.                  | «Золушка»                   | Савченко              | Филатов Савченко                                                                                 | 3:55         |
| 7.                  | «Ууу»                       | Савченко              | Strong Symphony Телезин Кобзарук Леонов Савченко                                                 | 2:48         |
| 8.                  | «Бинокль»                   | Савченко              | Филатов Савченко                                                                                 | 3:29         |
| 9.                  | «Именно такой ’20»          | Савченко              | Телезин Кобзарук Леонов Савченко                                                                 | 4:08         |
| 10.                 | «Амнезия» (при уч. Pharaoh) | Савченко Глеб Голубин | Bryte Филатов Савченко                                                                           | 3:55         |
| 11.                 | «Цветная бумага»            | Савченко              | Телезин Кобзарук Леонов Савченко                                                                 | 2:59         |
| 12.                 | «Один»                      | Савченко              | Телезин Кобзарук Леонов Савченко                                                                 | 4:12         |
| 13.                 | «Дюны»                      | Савченко              | Филатов Савченко                                                                                 | 3:46         |
| 14.                 | «10 негритят»               | Савченко              | Филатов Савченко                                                                                 | 3:17         |
| 15.                 | «Вспоминай»                 | Савченко              | Телезин Кобзарук Леонов Савченко                                                                 | 3:26         |
| Общая длительность: | Общая длительность:         | Общая длительность:   | Общая длительность:                                                                              | 51:59        |

## Участники записи
Музыка:
- Tune Crashers (Евгений Трубин), Карандаш (Денис Григорьев), Антон Кульпинов, Леон Суходольский, Антон Докучаев, Пётр Клюев — 1
- Виталий Телезин, Евгений Кобзарук, Дмитрий Леонов — 2, 5, 7, 9, 11, 12, 15
- Saluki (Арсений Несатый) — 3
- Евгений Филатов — 4, 6, 8, 10, 13, 14
- Рома Англичанин (Роман Сащеко) — 5
- Strong Symphony (Айдос Джумалинов) — 7
- Bryte (Вадим Чернышёв) — 10
- Олег Савченко — 1—15

Сведение / мастеринг:
- Виталий Телезин — 1—15
- Евгений Филатов — 4, 6, 8, 10, 13, 14

Обложка: Дмитрий Бурмак